# France aux Jeux olympiques d'hiver de 1972
Cet article contient des informations sur la participation et les résultats de la France aux Jeux olympiques d'hiver de 1972 à Sapporo au Japon.
L'équipe de France olympique  a remporté 3 médailles (1 en argent et 2 en bronze), se situant à la 16e place des nations au tableau des médailles.

## Bilan général
| Place | Sport               | Médaille d'or, Jeux olympiques | Médaille d'argent, Jeux olympiques | Médaille de bronze, Jeux olympiques | Total |
| ----- | ------------------- | ------------------------------ | ---------------------------------- | ----------------------------------- | ----- |
| 1     | Ski alpin           | 0                              | 1                                  | 1                                   | 2     |
| 2     | Patinage artistique | 0                              | 0                                  | 1                                   | 1     |
| Total | Total               | 0                              | 1                                  | 2                                   | 3     |

## Liste des médaillés français

### Médailles d'or
| Sport              | Discipline | Sportifs | Performance |
| Médailles d'or : 0 |            |          |             |

### Médailles d'argent
| Sport                  | Discipline | Sportifs          | Performance |
| Médailles d'argent : 1 |            |                   |             |
| Ski alpin              | Slalom (F) | Danièle Debernard |             |

### Médailles de bronze
| Sport                   | Discipline | Sportifs         | Performance |
| Médailles de bronze : 2 |            |                  |             |
| Ski alpin               | Slalom (F) | Florence Steurer |             |
| Patinage artistique     | Hommes     | Patrick Péra     |             |